# Plaza de toros de Setúbal
La plaza de toros de Setúbal, oficialmente «plaza de toros Carlos Relvas», fue inaugurada el 15 de septiembre de 1889 con el nombre de «D. Carlos». Tiene un aforo de 4205 asientos.
Tras algunos años cerrada al público durante el siglo XXI, se realizó una renovación profunda. La reapertura se celebró con una corrida de toros el 30 de julio de 2011, con seis toros de la ganadería española Conde de la Maza, con los diestros António Ribeiro Telles, Manuel Lupi y Duarte Pinto, con pegas a cargo de una selección de forcados del distrito de Setúbal.
En 2020 el municipio informó que iba a reformar el edificio para crear un espacio multiusos cubierto, del estilo del Campo Pequeno en Lisboa.